# Rouvroy (Pas-de-Calais)
Rouvroy é uma comuna francesa na região administrativa de Altos da França, no departamento de Pas-de-Calais. Estende-se por uma área de 6,42 km². Em 2010 a comuna tinha 8 948 habitantes (densidade: 1 393,8 hab./km²).